# Artamène ou le Grand Cyrus
Artamène ou le Grand Cyrus ("Artamène eller Den store Cyrus") är en roman av den franska författarinnan Madeleine de Scudéry och hennes bror Georges de Scudéry. Verket är en omfångsrik svit av typen roman-fleuve och gavs ut i tio band från 1649 till 1653. Med sammanlagt 13 095 sidor i originalutgåvan och 2,1 miljoner ord räknas det ibland som världens längsta roman. Handlingen utspelar sig under antiken och är av typen nyckelroman, där samtida personer och händelser skildras förtäckt. Titelns "den store Cyrus" är perserkonungen Kyros II, men står för fältherren Louis II Condé, "den store Condé".
I det sjunde bandet finns berättelsen "Histoire de Cleobuline" som utspelar sig vid det korinthiska hovet. Korinth är där en omskrivning för Sverige och drottning Cleobuline står för drottning Kristina. Berättelsen gestaltar förtäckt ett rykte som cirkulerade om en kärleksaffär mellan drottningen och greve Magnus Gabriel De la Gardie (Myrinthe i boken). Strax efter bokens utgivning förlorade De la Gardie sin gunst hos drottningen, och genom en tysk broschyr spreds ryktet att greven själv hade planterat historien om romansen, något som aldrig blivit historiskt bekräftat. Enligt broschyren ska drottningen också ha klagat hos den franska regeringen för att boken givits ut. I romanens nionde band skildras drottning Cleobuline återigen, och hyllas då för sitt intellektuella umgänge, med åsyftan på René Descartes och andra lärda fransmän som Kristina bjudit till Sverige. Efter Kristinas abdikering höll hon brevkontakt med Madeleine de Scudéry där de båda uttryckte uppskattning för varandra.

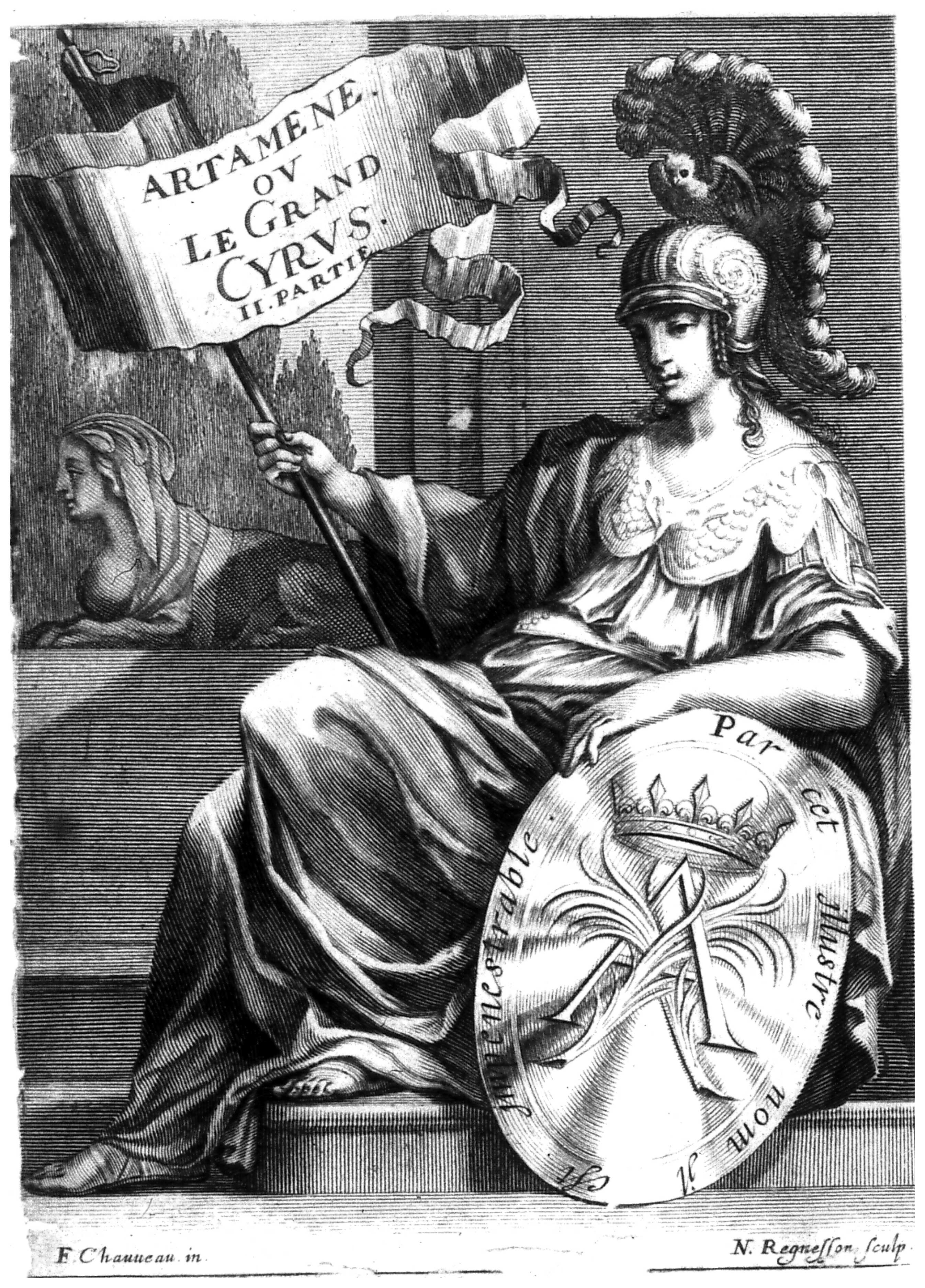